# ضحامة
ضَحَّامَة أو رِغْنيق (الاسم العلمي Rhagonycha)، جنس حشرات من فصيلة الذراحيات ورتبة غمديات الأجنحة. انواعه المعروفة نحو 140 أعطانها الشرق الأوسط وأوروبا. جميعها مستطيلة الشكل، صغيرة القد. اطوالها ترواح من 7 إلى 18 مم. أثوابها مختلفة الألوان يكثر فيها الأصقر الأشهب المجذع بالأطحل أو بالأزرق أو بالأسود. تسرح في النهار. تظهر في أواسط الربيع وتبقى حتى أواخر الصيف. مرتعها الأزهار. يرقاتها قاربة مفترسة تقضي على معظم الأساريع وتتعقبها بنشاط.

## الأنواع
من أنواعه:
ضخامة شقحاء